# تویوساتو، میاگی
تویوساتو، میاگی (به لاتین: Toyosato) یک منطقهٔ مسکونی در ژاپن است که در ناحیه توهوکو واقع شده‌است. تویوساتو ۷٬۱۹۴ نفر جمعیت دارد.